# Hebridean Isles
Die Hebridean Isles ist eine ehemalige Ro-Pax-Fähre der Reederei CalMac Ferries. Das Schiff gehört Caledonian Maritime Assets in Port Glasgow, die es auch bereederten. Eingesetzt wurde das Schiff von CalMac Ferries im Liniendienst zuletzt in erster Linie zwischen dem auf der Halbinsel Kintyre am West Loch Tarbert gelegenen Kennacraig und Port Ellen und Port Askaig auf der zu den Inneren Hebriden zählenden Insel Islay.

## Geschichte
Das Schiff wurde unter der Baunummer 130 auf der Werft Cochrane Shipbuilders in Selby gebaut. Die Kiellegung fand am 16. Oktober 1984, der Stapellauf am 4. Juli 1985 statt. Die Fertigstellung des Schiffes erfolgte Ende November 1985. Das Schiff wurde am 4. Juli 1985 getauft. Taufpatin war Katharine, Duchess of Kent. Das Schiff war damit das erste der Reederei, das von einem Mitglied der britischen Königsfamilie getauft wurde. Gleichzeitig war es das erste Schiff der Reederei, das nicht von einer schottischen Werft gebaut und das erste Schiff der Reederei, das durch einen Querstapellauf – wie auf der an der Ouse liegenden Bauwerft aufgrund der dortigen Platzverhältnisse üblich – zu Wasser gelassen worden war. Die Baukosten des Schiffes beliefen sich auf £ 5,5 Mio.
Das Schiff wurde am 5. Dezember 1985 in Dienst gestellt. In den Wintermonaten verkehrte es kurzfristig auf der Strecke von Ullapool nach Stornoway auf der Insel Lewis and Harris bzw. von Oban nach Craignure auf der Isle of Mull, da die für die Fähre benötigte Infrastruktur in den Häfen, zwischen denen das Schiff anschließend eingesetzt wurde, noch nicht fertiggestellt worden war.
Ab Mai 1986 wurde die Fähre auf der Strecke zwischen Uig auf der zu den Inneren Hebriden gehörenden Insel Skye und den auf den Inseln Lewis and Harris und North Uist der Äußeren Hebriden liegenden Häfen Tarbert und Lochmaddy eingesetzt. Sie ersetzte die zuvor auf der Strecke eingesetzte Hebrides, die ihrerseits zuvor für die Wintermonate 1985/1986 von der Columba ersetzt worden war. Im Jahr 2001 wurde die Strecke durch eine neu gebaute Fähre, die wieder den Namen Hebrides erhielt, übernommen. Die Hebridean Isles bediente seither überwiegend die Strecke von Kennacraig nach Port Askaig bzw. Port Ellen. Neben der Verwendung als Ersatzschiff auf anderen Strecken war sie zeitweise auch an NorthLink Ferries verchartert.
Die Fähre wurde im November 2024 außer Dienst gestellt und zunächst in Glasgow aufgelegt. Die Verschrottung der Fähre ist vorgesehen.

## Technische Daten und Ausstattung
Das Schiff wird von zwei Viertakt-Achtzylinder-Dieselmotoren des Herstellers Mirrlees Blackstone (Typ: BI8MB275) mit jeweils 1725 kW Leistung angetrieben, die über Untersetzungsgetriebe auf zwei Verstellpropeller wirken. Es ist mit einem Bugstrahlruder ausgerüstet. Für die Stromerzeugung an Bord stehen vier von Viertakt-Sechszylinder-Dieselmotoren von Volvo Penta angetriebene Generatoren und ein von einem Viertakt-Sechszylinder-Dieselmotor von Cummins angetriebener Notgenerator zur Verfügung.
Das Schiff verfügt über ein durchgehendes Fahrzeugdeck mit 150 Spurmetern, auf dem 68 Pkw Platz finden. Das Fahrzeugdeck ist über eine Bug- und eine Heckrampe zugänglich. Zusätzlich verfügt es über Seitenrampen, um auch auf Strecken eingesetzt werden zu können, die noch nicht mit Ro-Ro-Anlagen ausgestattet waren. Vor der Bugrampe befindet sich ein Bugvisier, das nach oben geöffnet werden kann. Das Fahrzeugdeck ist zu etwa zwei Drittel der Schiffslänge mit den Decksaufbauten überbaut. Der hintere Teil ist nach oben offen. Direkt hinter den Decksaufbauten befinden sich an beiden Seiten die Seitenrampen. Außerdem ist hier ein Lastenaufzug installiert, mit dem Fahrzeuge vom Fahrzeugdeck nach oben befördert werden können, um das Schiff unabhängig vom Wasserstand im Hafen be- und entladen zu können. Der Lastenaufzug ist mit Drehtellern versehen, mit deren Hilfe Fahrzeuge quer zur Längsachse des Schiffes gedreht werden können.
Oberhalb des Fahrzeugdecks befinden sich drei Decks. Auf zwei dieser Decks befinden sich Einrichtungen und Räume für die Passagiere, darunter ein Selbstbedienungsrestaurant, Ruhesessel und eine Lounge. Auf beiden Passagierdecks befinden sich offene Deckbereiche mit Sitzgelegenheiten.
Die Passagierkapazität des Schiffes beträgt 511 Personen. An Bord ist Platz für 24 Besatzungsmitglieder.